# 黃建智
黃建智（1998年9月8日—）為印尼裔臺灣男子籃球運動員，場上位置為前鋒，現效力於超級籃球聯賽彰化璞園柏力力。黃建智的媽媽來自印尼，從小由奶奶撫養長大，畢業於金華國中、南山高中、國立臺灣師範大學，擁有U16亞青賽、U18亞青賽國手資歷。2022年7月在T1聯盟新人選秀會第二輪被台灣啤酒英熊相中，超級籃球聯賽新人選秀會第四輪獲得彰化柏力力青睞。菜鳥賽季總計出賽26場，場均上場22.8分鐘，可挹注6.1分、3.8籃板、1.1助攻。

## 外部連結
- 黃建智的Instagram帳戶
- 黃建智在fiba.basketball（英语）
- 黃建智在archive.fiba.com（archived）（英语）
- 黃建智在Eurobasket.com（球員）（英语）
- 黃建智在RealGM（英语）
- 黃建智在Flashscore（英语）